# Data de Groove
 (octobre 2017).
Si vous disposez d'ouvrages ou d'articles de référence ou si vous connaissez des sites web de qualité traitant du thème abordé ici, merci de compléter l'article en donnant les références utiles à sa vérifiabilité et en les liant à la section « Notes et références ».
Albums de Falco
Wiener Blut
(1988) Nachtflug
(1992)
Singles
1. Data de Groove
Sortie : 1990
2. Charisma Kommando
Sortie : 1990

Data de Groove est le sixième album du musicien et chanteur pop rock autrichien Falco, sorti en 1990.
Réalisé en collaboration avec le producteur Robert Ponger (en), cet album est dédié à l'ère informatique[réf. nécessaire].
Cet opus est un échec commercial de Falco, car trop raffiné et trop loin de son époque[Interprétation personnelle ?].
Il se positionne, cependant, en 11e place du classement officiel autrichien.
Jusqu'à présent, il est le seul album épuisé, donc une rareté parmi les fans. Cependant, en février 2016, l'album devient disponible en téléchargement numérique sur les plateformes de téléchergement telles que iTunes et aussi comme flux sur Spotify.
Deux singles, Data de Groove et Charisma Kommando, sont édités en 1990.

## Liste des titres
Toutes les paroles sont écrites par Falco, toute la musique est composée par Robert Ponger.
| 1.    | Neo Nothing - Post of All   | 4:49 |
| 2.    | Expocityvisions             | 4:10 |
| 3.    | Charisma Kommando           | 4:50 |
| 4.    | Tanja P. Nicht Cindy C.     | 3:37 |
| 5.    | Pusher                      | 4:29 |
| 6.    | Data de Groove              | 4:40 |
| 7.    | Alles im Liegen             | 5:06 |
| 8.    | U.4.2.P.1. Club Dub         | 3:44 |
| 9.    | Bar Minor 7/11 (Jeanny Dry) | 3:48 |
| 10.   | Anaconda 'mour              | 0:58 |
| 40:10 |                             |      |

## Crédits
| - Falco : chant - Curt Cress : batterie - Jens Fischer, Peter Weihe : guitares - Peter Ponger : claviers (additionnel) - Wolfgang Puschnig : saxophone alto, saxophone ténor - Andy Baum, Bernhard Rabitsch, Jocelyn B. Smith, Victoria Miles : chœurs - Stefan Biedermann : scratches | - Production : Falco, Robert Ponger - Producteur délégué : Robert Ponger - Ingénierie : Christian Seitz - Ingénierie (assistant) : Mr. Martl - Mixage : Christian Seitz, Robert Ponger, Stephen W. Tayler - Mixage (assistant) : John Mallison - Mastering (vinyle) : Achim Kruse - Mastering (digital) – Ralf Lindner, Achim Kruse |